# Burgemeestersconvenant
Het Burgemeestersconvenant is de reguliere Europese beweging met deelname van lokale en regionale overheden die vrijwillig toezeggen de energie-efficiëntie en het gebruik van duurzame energiebronnen op hun grondgebied te verhogen. Door hun verbintenis beogen de ondertekenaars van het Convenant om de 20% CO2 reductiedoelstelling van de Europese Unie tegen 2020 te behalen en te overtreffen.
Na de goedkeuring in 2008 van het klimaat- en energiepakket van de Europese Unie lanceerde de Europese Commissie het Burgemeestersconvenant om de inspanningen van lokale overheden bij de implementatie van duurzaam energiebeleid te onderschrijven en ondersteunen.
Om zijn unieke eigenschappen - het is de enige beweging van zijn soort die lokale en regionale partijen mobiliseert rond de verwezenlijking van de doelstellingen van de Europese Unie - wordt het Burgemeestersconvenant door Europese instellingen afgeschilderd als een uitzonderlijk voorbeeld van multi-level governance.

## Ondertekenaars van het Burgemeestersconvenant
Europese lokale overheden van elke omvang - van dorpjes tot hoofdsteden en grote stedelijke gebieden - komen in aanmerking om zich aan te melden als Ondertekenaars van het Burgemeestersconvenant.
Steden, gemeentes en andere stedelijke gebieden hebben een cruciale rol te spelen in het afremmen van klimaatverandering, want ze verbruiken driekwart van de in de Europese Unie geproduceerde energie en zijn verantwoordelijk voor een vergelijkbaar deel van de CO2-uitstoot. Lokale overheden verkeren ook in een ideale positie om het gedrag van burgers te veranderen en klimaat- en energieaspecten op een alomvattende manier aan de orde te stellen, in het bijzonder door publieke en private belangen te verzoenen en door aspecten van duurzame energie te integreren in algemene lokale ontwikkelingsdoelen.
Aansluiting bij het Burgemeestersconvenant biedt lokale overheden de gelegenheid om de inspanningen voor CO2-reductie op hun grondgebied te versterken, te profiteren van Europese steun en erkenning en ervaringen uit te wisselen met Europese collega’s.

## Formele verbintenissen
Het bereik van het Burgemeestersconvenant gaat veel verder dan slechts een intentieverklaring. Immers, teneinde de ambitieuze CO2-reductiedoelstellingen die zij zichzelf hebben opgelegd te halen, verbinden ondertekenaars zich tot een reeks stappen en zij aanvaarden verslag uit te brengen en op hun daden gecontroleerd te worden. Binnen vooraf gedefinieerde termijnen verbinden zij zich er formeel toe het volgende te volbrengen:
- Ontwikkeling van passende bestuurlijke structuren, waaronder toewijzing van voldoende personele middelen, teneinde de nodige acties te ondernemen;
- Opstellen van een Inventarisatie Uitgangswaarden Emissies
- Binnen een jaar na de officiële toetreding aan het Burgemeestersconvenant-initiatief een Actieplan voor Duurzame Energie indienen met concrete maatregelen die leiden tot een CO2-emissiereductie van ten minste 20% tegen 2020;
- Ten minste elke twee jaar na indiening van hun Actieplan voor Duurzame Energie een implementatieverslag indienen voor evaluatie-, controle- en verificatiedoeleinden.

Om te voldoen aan de cruciale noodzaak van het mobiliseren van lokale belanghebbenden bij de ontwikkeling van de Actieplannen voor Duurzame Energie, verbinden ondertekenaars zich er tevens toe:
- Ervaring en knowhow met andere lokale overheden delen;
- Lokale Energiedagen te organiseren om burgers bewuster te maken van duurzame ontwikkeling en energie-efficiëntie;
- De jaarlijkse Burgemeestersconvenantceremonie, thematische werkgroepen en discussiebijeenkomsten bij te wonen of er aan bij te dragen;
- De boodschap van het Convenant in de geëigende forums te verspreiden en in het bijzonder andere burgemeesters aan te moedigen zich bij het Convenant aan te sluiten.

## Actieplannen voor Duurzame Energie
Om de ambitieuze energie- en klimaatdoelstellingen van de Europese Unie te bereiken en te overtreffen zeggen ondertekenaars van het Burgemeestersconvenant toe om binnen een jaar na hun toetreding tot het initiatief een Actieplan voor Duurzame Energie te ontwikkelen. Dit actieplan, dat is goedgekeurd door de gemeenteraad, omschrijft de activiteiten en maatregelen die door de ondertekenaars worden beoogd teneinde aan hun verplichtingen te voldoen, met bijbehorende termijnen en toegewezen verantwoordelijkheden.
Diverse technische en methodologische ondersteunende materialen (waaronder de “SEAP-Gids” en model, verslagen over bestaande methoden en instrumenten, etc.) bieden praktische begeleiding en heldere aanbevelingen over het hele SEAP-ontwikkelingsproces. Op basis van de praktijkervaringen van lokale overheden en ontwikkeld in nauwe samenwerking met het Gemeenschappelijk Centrum voor Onderzoek van de Europese Commissie voorziet dit ondersteuningspakket ondertekenaars van het Convenant van belangrijke uitgangspunten en een heldere stap-voor-stapbenadering. Alle documenten zijn te downloaden vanaf de bibliotheek op de website www.eumayors.eu

## Coördinatoren en ondersteuning

### Coördinatoren en Ondersteuners van het Convenant
Ondertekenaars van het Convenant beschikken niet altijd over de geschikte instrumenten en middelen om een Inventarisatie Uitgangswaarden Emissies op te stellen, het desbetreffende Actieplan voor Duurzame Energie te beschrijven en de acties die daarin voorkomen te financieren. In dit licht hebben provincies, regio’s, netwerken en groepen van gemeenten een cruciale rol te spelen bij het helpen van ondertekenaars om hun beloften waar te maken.
Coördinatoren van het Convenant zijn overheidsinstantie op verschillende niveaus (nationaal, regionaal, provinciaal), die ondertekenaars strategische aansturing alsmede financiële en technische steun geven bij de ontwikkeling en implementatie van hun Actieplannen voor Duurzame Energie. De Commissie maakt onderscheid tussen “Territoriale Coördinatoren”, wat subnationale decentrale overheden zijn - waaronder provincies, regio’s en openbare groepen van gemeenten - en “Nationale Coördinatoren”, wat nationale overheidsinstanties zijn - waaronder nationale energieagentschappen en energieministeries.
Ondersteuners van het Convenant zijn Europese, nationale en regionale netwerken en verenigingen van lokale overheden die hun lobby-, communicatie- en netwerkactiviteiten als drukmiddel inzetten om het Burgemeestersconvenant-initiatief te promoten en de toezeggingen van hun ondertekenaars te ondersteunen.

### Secretariaat van het Burgemeestersconvenant
Het Secretariaat van het Burgemeestersconvenant, dat wordt beheerd door een consortium van netwerken van lokale en regionale overheden, onder leiding van Energy Cities en bestaande uit CEMR, Climate Alliance, Eurocities en FEDARENE, verleent dagelijks promotionele, technische en administratieve bijstand aan ondertekenaars en belanghebbenden van het Convenant. Het Secretariaat van het Burgemeestersconvenant, dat wordt gefinancierd door de Europese Commissie, is verantwoordelijk voor de algehele coördinatie van het initiatief.

### Instellingen van de Europese Unie
Om de uitwerking en implementatie van de Actieplannen voor Duurzame Energie van ondertekenaars te ondersteunen heeft de Europese Commissie bijgedragen aan de ontwikkeling van financiële faciliteiten die met name gericht zijn op ondertekenaars van het Burgemeestersconvenant, waaronder de Europese Hulp voor Plaatselijke Energie (ELENA) faciliteit, die is opgezet in samenwerking met de Europese Investeringsbank, voor grootschalige projecten, en ELENA-KfW, opgericht in samenwerking met de Duitse Group KfW, dat een complementaire aanpak biedt om duurzame investeringen van kleine en middelgrote gemeenten te mobiliseren.
Samen met de Europese Commissie geniet het Convenant volledige institutionele steun, waaronder van het Comité van de Regio’s, dat het initiatief sinds de oprichting ondersteund heeft, het Europees Parlement, waar de eerste twee ondertekeningsceremonies plaatsvonden, en de Europese Investeringsbank, die lokale overheden helpt hun investeringpotentieel te ontsluiten.

### Gemeenschappelijk Centrum voor Onderzoek
Het Gemeenschappelijk Centrum voor Onderzoek van de Europese Commissie is verantwoordelijk voor het verstrekken van de technische en wetenschappelijke steun aan het initiatief. Het werkt nauw samen met het Secretariaat van het Burgemeestersconvenant om ondertekenaars te voorzien van heldere technische richtlijnen en modellen teneinde te helpen met de uitvoeren van hun verbintenissen op grond van het Burgemeestersconvenant en om de implementatie en resultaten te controleren.